# Proprioseiopsis fragariae
Proprioseiopsis fragariae är en spindeldjursart som först beskrevs av Rodney Kennett 1958.  Proprioseiopsis fragariae ingår i släktet Proprioseiopsis och familjen Phytoseiidae. Inga underarter finns listade i Catalogue of Life.